# Adenophora polyantha
Adenophora polyantha là loài thực vật có hoa trong họ Hoa chuông. Loài này được Takenoshin Nakai mô tả khoa học đầu tiên năm 1909.

## Phân loài
- Adenophora polyantha subsp. scabricalyx (Kitag.) J.Z.Qiu & D.Y.Hong, 1993